# Parafia bł. Honorata Koźmińskiego w Chrośli
Parafia bł. Honorata Koźmińskiego w Chrośli – parafia rzymskokatolicka należąca do dekanatu mińskiego – św. Antoniego z Padwy, diecezji warszawsko-praskiej, metropolii warszawskiej Kościoła katolickiego. W parafii posługują księża diecezjalni. 

## Zasięg parafii
Do parafii należą wierni z następujących miejscowości: Bykowizna, Chrośla, Ruda